# Neobatrachus pelobatoides
A Neobatrachus pelobatoides a kétéltűek (Amphibia) osztályának békák (Anura) rendjébe, a mocsárjáróbéka-félék (Limnodynastidae) családjába, azon belül a Neobatrachus nembe tartozó faj.

## Előfordulása
Ausztrália endemikus faja. Az ország Nyugat-Ausztrália államának délnyugati felén, Geraldtontól Esperance-ig, 600 m-es tengerszint feletti magasságig honos. Elterjedési területének mérete 372 000 km².

## Nevének eredete
A faj tudományos nevével a szerzők arra utaltak, hogy morfológiailag sok hasonlóságot mutat az Európában honos Pelobates nem fajaival.

## Megjelenése
Közepes méretű békafaj, mérete elérheti a 4,5 cm-t. Feje széles és lapos, szemei dülledtek, macskaszerű pupillája függőleges elhelyezkedésű, írisze ezüstös színű. Hátának színe változatos, bár alapszíne fakózöld vagy szürke, melyet általában szabálytalan alakú, sötétebb zöld vagy barna foltok tarkítanak. Rendszerint egy vékony, halvány vörös csík fut orra hegyétől a faráig. A fakó vékony csík gyakran még akkor is látható, ha színe nem vörös. Hátának bőre mindig szemcsézett. A hímek első ujjának belső felén hüvelykvánkos található, mellyel a nőstényeket ragadják meg az amplexus során. Hasi oldala fehér. Mellső lábuk ujjai között nincs úszóhártya, hátsó lábukén részleges úszóhártya található.

## Életmódja
Jobbára agyagos vagy vályogos talajú területek lakója. A száraz időszakokat a talajba ásott üregekben, elvermelve tölti.
Párzása a heves esőzések után, rendszerint ősszel és kora télen, néhány nap alatt történik. A délnyugati száraz területeken élő egyedek gyakran kihasználják az alkalmat és hajlamosak a heves esők után párzani. A hímek az eső után kialakult pocsolyák vízében lebegve hívják énekükkel a nőstényeket.
A petéket hosszú, folyamatos láncban rakja le, a láncokra fűzött petecsomók a víz aljára süllyednek. Egyetlen nőstény akár 500 petét is lerakhat. Az ebihalak hossza elérheti a 8 cm-t, hátuk színe egyenletesen fakó, hasuké ezüstös fehér. Farkuk hossza testükének másfélszerese. Kifejlődésük akár öt hónapig is eltarthat.

## Természetvédelmi helyzete
A vörös lista a nem fenyegetett fajok között tartja nyilván. Elterjedési területén számos védett terület található Nyugat-Ausztráliában.